# 炮兵大本营站
炮兵大本营車站（地铁站名：德語：；快铁站名：德語：，也可简称为炮营站）是一座法兰克福地铁和快轨车站。日客运量19万人次，介于法兰克福火车总站（35万人次）和卫戍大本营站（18万人次）之间，为法兰克福客流最大的地铁车站之一。城市快铁S1-S6, S8, S9，以及法兰克福地铁U4-U7停靠本站。此站可转乘法兰克福电车12, 18号线，同时也是法兰克福夜线公交的枢纽车站。

## 站名来源

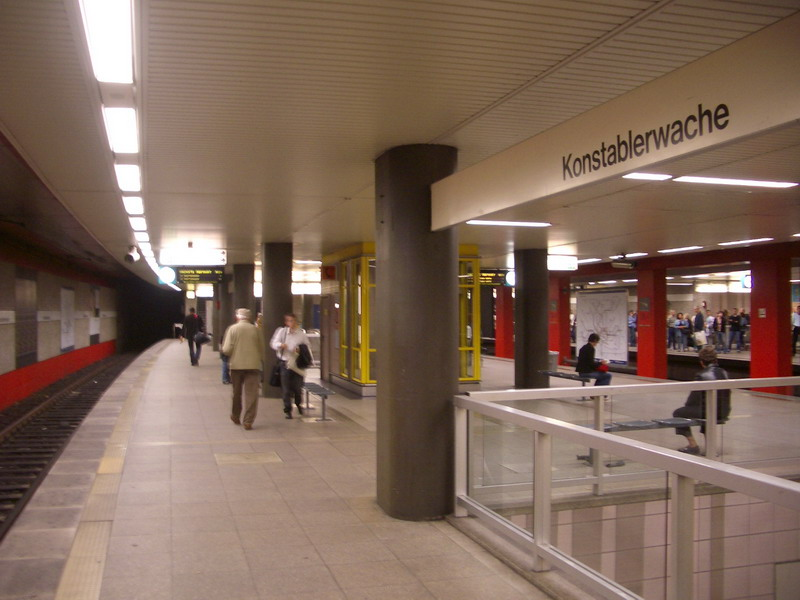
炮兵大本营站的U-Bahn站台。

炮兵大本营站来自于附近的炮兵大本营，Konstabler在德语中是炮兵的意思，故中文译为“炮兵大本营”。